# Rémission (médecine)
Pour les articles homonymes, voir Rémission.
La rémission est la réduction ou la disparition des signes et symptômes d'une maladie. Le terme peut également être utilisé pour désigner la période pendant laquelle cette diminution se produit. Une rémission peut être considérée comme une rémission partielle ou complète. Par exemple, une rémission partielle du cancer peut être définie comme une réduction de 50% ou plus des paramètres mesurables de la croissance tumorale. Chaque maladie peut avoir sa propre définition d'une rémission partielle. 
Une rémission complète est une disparition totale des manifestations d'une maladie. Une personne dont l'état est en rémission complète peut être considérée comme guérie, en tenant compte de la possibilité d'une rechute, c'est-à-dire la réapparition d'une maladie. Dans le traitement du cancer, les médecins évitent généralement le terme « guéri » et préfèrent plutôt le terme « aucune preuve de maladie » pour désigner une rémission complète du cancer, ce qui ne signifie pas nécessairement que le cancer ne réapparaîtra pas,. 